# Freddie Gillespie
Frederick „Freddie” Gillespie (ur. 14 czerwca 1997) – amerykański koszykarz, występujący na pozycji silnego skrzydłowego, od 2023 zawodnik Bayernu Monachium.
18 grudnia 2020 został zwolniony przez Dallas Mavericks.
8 kwietnia 2021 podpisał 10-dniową umowę z Toronto Raptors. 18 kwietnia zawarł kolejny, identyczny kontrakt z klubem. Dziesięć dni później związał się z klubem do końca sezonu. 13 października 2021 został zwolniony. 21 grudnia 2021 zawarł 10-dniowy kontrakt z Orlando Magic. 25 lipca 2022 dołączył do Bayernu Monachium.

## Osiągnięcia
Stan na 23 października 2023, na podstawie, o ile nie zaznaczono inaczej.
NCAA Division III
- Zaliczony do:
  - I składu defensywnego konferencji Minnesota Intercollegiate Athletic (MIAC – 2017)
  - II składu All-MIAC (2017)
- Zawodnik kolejki MIAC (13.02.2017)
- Lider konferencji MIAC w liczbie bloków (2017 – 69)

NCAA Division I
- Uczestnik rozgrywek II rundy turnieju NCAA (2019)
- Największy postęp Big 12 (2020)
- Zaliczony do:
  - I składu defensywnego Big 12 (2020)
  - II składu Big 12 (2020)
  - składów fall and spring Big 12 Commissioner’s Honor Rolls (2019)
- Zawodnik kolejki Big 12 (9.12.2019)

Drużynowe
- Zdobywca Pucharu Niemiec (2023)
- 3. miejsce podczas mistrzostw Niemiec (2023)